# Liste der Bodendenkmäler in Walting
Auf dieser Seite sind die Bodendenkmäler in der oberbayerischen Gemeinde Walting zusammengestellt. Diese Tabelle ist eine Teilliste der Liste der Bodendenkmäler in Bayern. Grundlage ist die Bayerische Denkmalliste, die auf Basis des Bayerischen Denkmalschutzgesetzes vom 1. Oktober 1973 erstmals erstellt wurde und seither durch das Bayerische Landesamt für Denkmalpflege geführt wird. Die folgenden Angaben ersetzen nicht die rechtsverbindliche Auskunft der Denkmalschutzbehörde.

## Bodendenkmäler in Walting
| Lage                 | Objekt | Akten-Nr.     | Bild |
| -------------------- | --- | ------------- | ---- |
| Walting (Standort)   | Grabhügel vorgeschichtlicher Zeitstellung. | D-1-7033-0009 |      |
| Walting (Standort)   | Grabhügel vorgeschichtlicher Zeitstellung. | D-1-7033-0121 |      |
| Walting (Standort)   | Untertägige mittelalterliche und frühneuzeitliche Teile im Bereich der Kapelle St. Leonhard in Walting. | D-1-7033-0129 |      |
| Walting (Standort)   | Abschnittsbefestigung vor- und frühgeschichtlicher oder mittelalterlicher Zeitstellung. | D-1-7033-0130 |      |
| Walting (Standort)   | Siedlung vorgeschichtlicher Zeitstellung. | D-1-7033-0132 |      |
| Walting (Standort)   | Grabhügel vorgeschichtlicher, vermutlich bronzezeitlicher Zeitstellung und vielleicht Siedlung vor- und frühgeschichtlicher Zeitstellung. | D-1-7033-0133 |      |
| Walting (Standort)   | Möglicherweise Steingebäude vor- und frühgeschichtlicher Zeitstellung. | D-1-7033-0134 |      |
| Walting (Standort)   | Untertägige mittelalterliche und frühneuzeitliche Teile im Bereich der katholischen Pfarrkirche St. Johannes Ev. in Walting. | D-1-7033-0135 |      |
| Walting (Standort)   | Untertägige mittelalterliche und frühneuzeitliche Teile im Bereich der katholischen Filialkirche St. Erhard in Rieshofen. | D-1-7033-0136 |      |
| Walting (Standort)   | Untertägige mittelalterliche und frühneuzeitliche Teile im Bereich der katholischen Filialkirche St. Laurentius in Isenbrunn. | D-1-7033-0137 |      |
| Walting (Standort)   | Untertägige mittelalterliche und frühneuzeitliche Teile im Bereich der katholischen Filialkirche St. Andreas in Pfalzpaint. | D-1-7033-0138 |      |
| Walting (Standort)   | Untertägige mittelalterliche und frühneuzeitliche Teile im Bereich des ehemaligen Adelssitzes von Pfalzpaint. | D-1-7033-0139 |      |
| Walting (Standort)   | Steingebäude vor- und frühgeschichtlicher Zeitstellung. | D-1-7033-0140 |      |
| Walting (Standort)   | Villa rustica der römischen Kaiserzeit. | D-1-7033-0142 |      |
| Walting (Standort)   | Untertägige frühneuzeitliche Teile im Bereich der ehemaligen katholischen Kapelle Hl. Antonius von Padua in Rapperszell. | D-1-7033-0145 |      |
| Walting (Standort)   | Mittelalterlicher Wasserburgstall. | D-1-7033-0146 |      |
| Walting (Standort)   | Grabhügelgruppe vorgeschichtlicher Zeitstellung. | D-1-7033-0147 |      |
| Walting (Standort)   | Siedlung vor- und frühgeschichtlicher Zeitstellung. | D-1-7033-0148 |      |
| Walting (Standort)   | Siedlung vor- und frühgeschichtlicher Zeitstellung. | D-1-7033-0149 |      |
| Walting (Standort)   | Grabenwerk und wohl Siedlung vor- und frühgeschichtlicher Zeitstellung. | D-1-7033-0150 |      |
| Walting (Standort)   | Siedlung vorgeschichtlicher Zeitstellung. | D-1-7033-0151 |      |
| Walting (Standort)   | Siedlung vor- und frühgeschichtlicher Zeitstellung. | D-1-7033-0152 |      |
| Walting (Standort)   | Siedlung vor- und frühgeschichtlicher Zeitstellung. | D-1-7033-0153 |      |
| Walting (Standort)   | Grabhügel vorgeschichtlicher Zeitstellung. | D-1-7033-0164 |      |
| Walting (Standort)   | Viereckiges Grabenwerk und Siedlung vor- und frühgeschichtlicher Zeitstellung. | D-1-7033-0166 |      |
| Walting (Standort)   | Siedlung der vorgeschichtlichen Metallzeiten, darunter der mittleren Bronzezeit und der Hallstattzeit, sowie des frühen Mittelalters. | D-1-7034-0211 |      |
| Walting (Standort)   | Untertägige mittelalterliche und frühneuzeitliche Teile im Bereich der katholischen Pfarrkirche Mariä Himmelfahrt bei Gungolding. | D-1-7034-0212 |      |
| Walting (Standort)   | Mittelalterlicher Wasserburgstall. | D-1-7034-0215 |      |
| Walting (Standort)   | Mittelalterliche Burg. | D-1-7034-0216 |      |
| Walting (Standort)   | Grabhügel vorgeschichtlicher Zeitstellung. | D-1-7034-0217 |      |
| Walting (Standort)   | Untertägige frühneuzeitliche Teile im Bereich einer Wegkapelle nördlich der Forstermühle bei Gungolding. | D-1-7034-0218 |      |
| Walting (Standort)   | Siedlung des Mittelalters. | D-1-7034-0219 |      |
| Walting (Standort)   | Grabhügel vor- und frühgeschichtlicher Zeitstellung, Brandgräberfeld und Tempel der römischen Kaiserzeit. | D-1-7133-0032 |      |
| Walting (Standort)   | Siedlung der Völkerwanderungszeit. | D-1-7133-0042 |      |
| Walting (Standort)   | Grabenwerk und Siedlung vor- und frühgeschichtlicher Zeitstellung, möglicherweise Gräberfeld der Urnenfelderzeit. | D-1-7133-0361 |      |
| Walting (Standort)   | Grabhügel vorgeschichtlicher Zeitstellung. | D-1-7133-0363 |      |
| Walting (Standort)   | Kastell Pfünz-Vetoniana, Lagerdorf, Speicherbau und Tempel der römischen Kaiserzeit, Friedhof des frühen Mittelalters, vermutlich Kirche der Karolingerzeit sowie Kapelle des späten Mittelalters, vielleicht Freilandstation des Mesolithikums und wohl befestigte Höhensiedlung vor- und frühgeschichtlicher Zeitstellung. | D-1-7133-0366 |      |
| Walting (Standort)   | Siedlung der Latènezeit und der römischen Kaiserzeit. | D-1-7133-0367 |      |
| Walting (Standort)   | Siedlung der Hallstattzeit, der Latènezeit und wohl der Völkerwanderungszeit, möglicherweise Brücke der römischen Kaiserzeit. | D-1-7133-0369 |      |
| Walting (Standort)   | Hallstattzeitlicher Herrenhof. | D-1-7133-0370 |      |
| Walting (Standort)   | Straße der Römischen Kaiserzeit. | D-1-7133-0371 |      |
| Walting (Standort)   | Straße der römischen Kaiserzeit. | D-1-7133-0372 |      |
| Walting (Standort)   | Untertägige mittelalterliche und frühneuzeitliche Teile im Bereich des ehemaligen Schlosses von Pfünz. | D-1-7133-0373 |      |
| Walting (Standort)   | Untertägige frühneuzeitliche Teile im Bereich der katholischen Filialkirche St. Nikolaus in Pfünz. | D-1-7133-0374 |      |
| Walting (Standort)   | Mittelalterliche und frühneuzeitliche Befunde im Bereich der katholischen Kirche St. Martin in Inching. | D-1-7133-0375 |      |
| Walting (Standort)   | Straße der römischen Kaiserzeit. | D-1-7133-0376 |      |
| Walting (Standort)   | Reihengräberfeld des frühen Mittelalters. | D-1-7133-0377 |      |
| Walting (Standort)   | Straße der römischen Kaiserzeit. | D-1-7133-0378 |      |
| Walting (Standort)   | Siedlung der römischen Kaiserzeit. | D-1-7133-0388 |      |
| Walting (Standort)   | Untertägige mittelalterliche und frühneuzeitliche Siedlungsteile im Bereich des ehemaligen Schlösschens von Inching. | D-1-7133-0390 |      |
| Walting (Standort)   | Reihengräberfeld des frühen Mittelalters und möglicherweise Siedlung der Vorgeschichte. | D-1-7133-0391 |      |
| Walting (Standort)   | Siedlung und Gräberfeld vor- und frühgeschichtlicher Zeitstellung. | D-1-7133-0392 |      |
| Walting (Standort)   | Silexbergbauareal und Schlagplatz des Jungneolithikums. | D-1-7133-0394 |      |
| Walting (Standort)   | Körpergräber des frühen Mittelalters. | D-1-7133-0395 |      |
| Walting (Standort)   | Grabhügel der Hallstattzeit und Körpergräber des frühen Mittelalters. | D-1-7133-0396 |      |
| Walting (Standort)   | Steinzeitliches Felsdach. | D-1-7133-0397 |      |
| Walting (Standort)   | Siedlung der Hallstattzeit und Brandgräberfeld der römischen Kaiserzeit. | D-1-7133-0398 |      |
| Walting (Standort)   | Siedlung der Vorgeschichte, Handwerkersiedlung und Straße der römischen Kaiserzeit. | D-1-7133-0399 |      |
| Walting (Standort)   | Bad, Straße, Brücke und Steingebäude der römischen Kaiserzeit. | D-1-7133-0400 |      |
| Hitzhofen (Standort) | Siedlung der römischen Kaiserzeit. | D-1-7133-0404 |      |